# Marinevliegkamp Veere

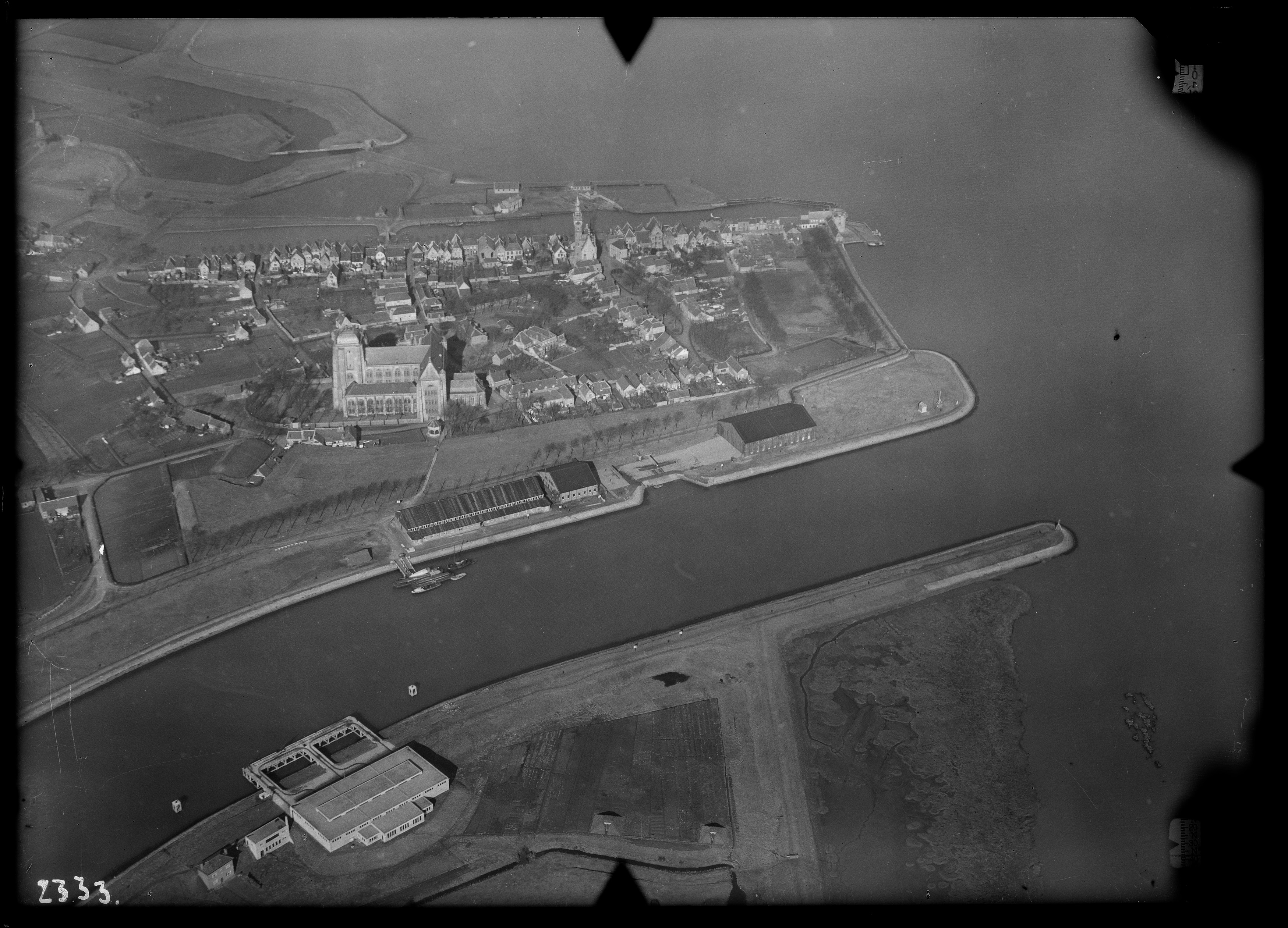
Luchtfoto van Veere, 1920 - 1940

Marinevliegkamp Veere was een marinehaven voor watervliegtuigen die was gelegen aan het Kanaal door Walcheren in Veere. De haven vormde samen met het Mijnenmagazijn, dat aan de overkant van het kanaal lag, het Marinesteunpunt Veere. Het is in gebruik geweest als watervliegveld van 1917 tot 1945.

## Oprichting
De bouw van het marinevliegkamp begon in 1916. Dat was het gevolg van het besluit om de Marine Luchtvaartdienst een zelfstandig onderdeel van de Koninklijke Marine te laten worden. De vliegtuigen die tot dan op vliegveld Soesterberg waren gestationeerd, werden gehuisvest op een viertal nieuwe locaties, te weten de marinevliegkampen Schellingwoude, De Kooy, Souburg en Veere. Veere werd op 2 september 1917 in gebruik genomen. Het bestond uit een tweetal hangars en een helling waar de watervliegtuigen mee op de kant getrokken konden worden.
Schuin tegenover de haven werd een mijnendepot gebouwd. Daar werden naast zeemijnen ook de munitie en torpedo's voor de watervliegtuigen opgeslagen. Het vliegkamp was minder uitgebreid dan De Kooy of De Mok omdat in Veere geen opleidingen werden verzorgd. Wel werden er vliegtuigen gestationeerd en kon er onderhoud en reparaties worden verricht.
Door bezuinigingen sloot het vliegkamp al weer in 1920. Tussen 1919 en 1926 assembleerde Fokker er de watervliegtuigen van de modellen F.II t/m F.VII. De in Amsterdam gebouwde componenten zoals rompen en vleugels werden in Veere geassembleerd en de vliegtuigen werden hier getest. Omdat het te duur was om de eindassemblage zo ver van Amsterdam te doen, verliet Fokker Veere in 1926 en verhuisde de inboedel naar Amsterdam. Daarop stootte de Marine in 1927 het complex af. Eén hangar werd gedemonteerd en verplaatst naar Marinevliegkamp de Kooy om daar weer te worden opgebouwd.

## Tweede Wereldoorlog
Ondanks dat de marinehaven niet meer actief was werd Veere in de Luchtbeschermingswet van 1936 aangewezen als een belangrijke locatie met hoogste categorie van bescherming. In 1939, vlak voor het uitbreken van de Tweede Wereldoorlog werd het marinevliegkamp gereactiveerd. Er werden zes tot acht verkenningsvliegtuigen gestationeerd, afkomstig van Marinevliegkamp Schellingwoude. De watervliegtuigen maakten gebruik van de oude helling die was aangelegd in de Eerste Wereldoorlog. De haven, het mijnenmagazijn en de sluizen in het Kanaal door Walcheren werden tegen luchtaanvallen beschermd door het 76e Peloton Luchtdoelmitrallieurs van de Koninklijke Landmacht met drie stukken Hispano-Suiza 2 cm luchtdoelgeschut. Ook werden er twee pelotons van het Korps Mariniers gestationeerd ter verdediging van het complex.
In totaal waren in Veere drie officieren en zo'n 100 à 120 man personeel gelegerd. Op 10 mei 1940 waren er zes Fokker C.XIVw watervliegtuigen aanwezig op de basis.
Op 12 mei werd Veere aangevallen door enkele Heinkel He 111 bommenwerpers van de Duitse Luftwaffe. Eén Fokker werd er volledig vernield, een ander raakte zwaar beschadigd. In de dagen die volgden kreeg de basis nog enkele aanvallen te verduren. Er vonden ook enkele incidenten plaats waarbij Nederlandse toestellen door eigen vuur werden geraakt. Op 14 mei werd de basis geëvacueerd. De vier nog luchtwaardige C-XIVw toestellen werden naar de haven van Cherbourg gevlogen en van daar naar Engeland.
Na de capitulatie van Nederland gebruikten de Duitsers de locatie als een Marinestützpunkt maar stationeerden er geen vliegtuigen. Af en toe werd het bezocht door Dornier Do 18, Heinkel He 59, Heinkel He 115 en Dornier Do 24-toestellen van de Seenotdienst, de reddingsdienst van de Kriegsmarine.

## Recent gebruik
Na de Tweede Wereldoorlog is het terrein van het vliegkamp in gebruik geweest als jachthaven en was er een watersportbedrijf gevestigd. Na verloop van tijd zijn de restanten van het vliegkamp gesloopt en is de helling verdwenen. In 2011 heeft de gemeente Veere de kade opnieuw bestraat en ingericht als parkeerplaats voor toeristen die Veere bezoeken. Ter plaatse is daardoor niets meer aanwezig dat aan het vliegkamp herinnert. Het mijnenmagazijn ligt nog - volledig intact - aan de overkant van het kanaal.

## Fotogalerij

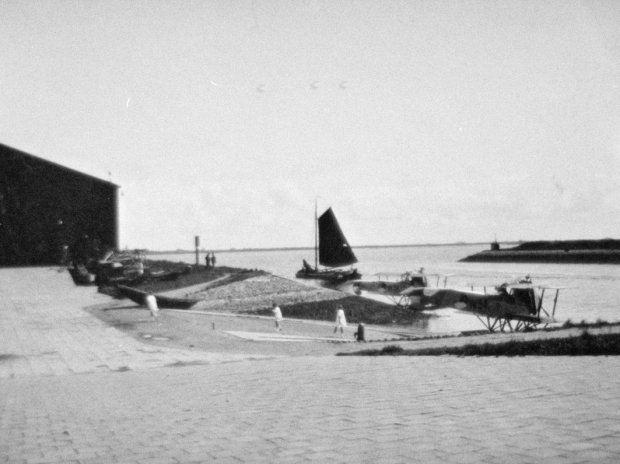
Marinevliegkamp Veere met twee Van Berkel W-A lichte verkenners op drijvers. Links de W 51 en rechts de W 54 (1919-1920).
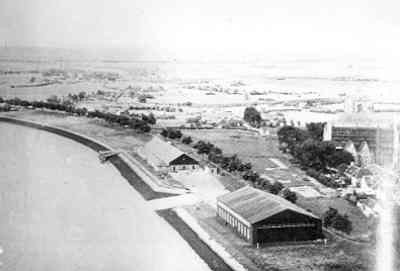
Luchtopname van MVK Veere (1917).
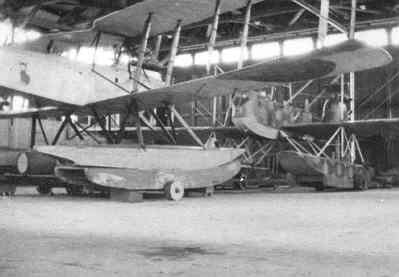
Hangar van het MVK Veere, met links op de foto een Friedrichshafen en achterin een Gotha WD-II (1917).
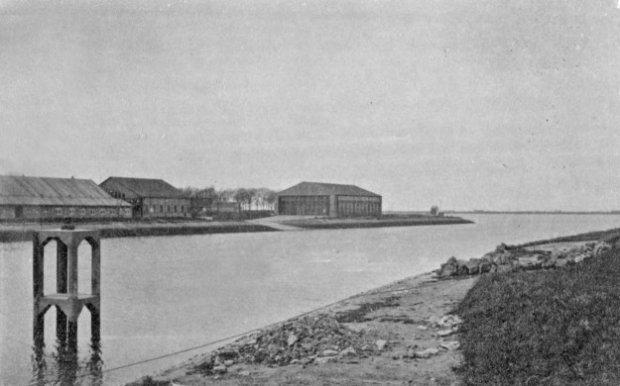
De gebouwen van Marinevliegkamp Veere (1917).
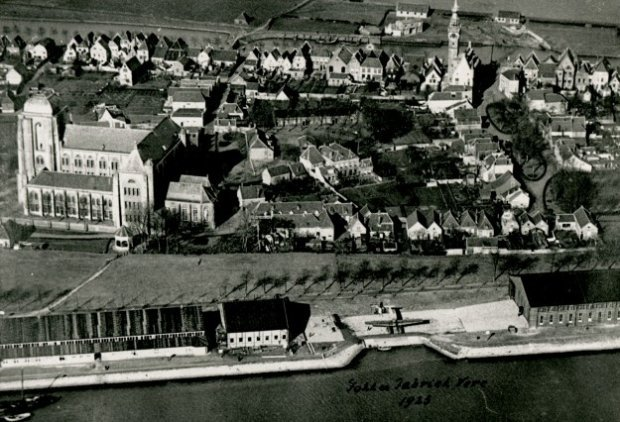
De fabriek van fokker in Veere (1923).
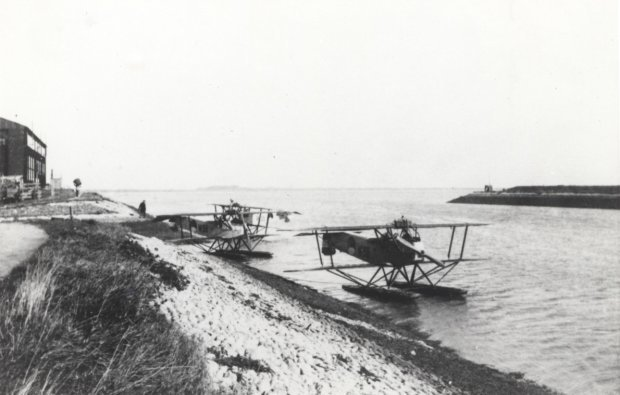
Van Berkel W-A lichte verkenningsvliegtuigen met drijvers afgemeerd in het Kanaal door Walcheren nabij vliegkamp Veere (1919).